# Edward Frankland
Sir Edward Frankland, FRS, angleški kemik, * 18. januar 1825, † 9. avgust 1899.